# Instituto Aeronáutico del Noroeste
El Instituto Aeronáutico del Noroeste es una escuela de aviación que se encuentra en Tijuana, México. 
La escuela fue fundada el 28 de enero de 1982 y está localizada en la terminal de EAG del Aeropuerto Internacional de Tijuana. Opera vuelos de entrenamiento a Ensenada y a Real del Castillo. 
El plan de estudios abarca los programas de grado en los campos de aviación para convertirse en un piloto privado, piloto comercial, instructor de vuelo, y sobrecargo. 

## Incidentes
- El 16 de enero de 2009, mientras realizaba un vuelo de entrenamiento, un Piper Cherokee sufrió una parada repentina de su motor, lo que obligó al piloto a realizar un aterrizaje de emergencia en el Aeropuerto Internacional de Tijuana. El avión maniobró y aterrizó sin problemas en el aeropuerto, pero el avión había sufrido otros daños. La aviación fue cerrada durante casi una hora en la Terminal de Aviación General del aeropuerto. Las dos personas a bordo estuvieron a salvo, con sólo unos pocos rasguños.[1]